# Organické sloučeniny tantalu

Vazba uhlík-tantal

Organické sloučeniny tantalu jsou organokovové sloučeniny obsahující vazby mezi atomy uhlíku a tantalu. Je jich znám velký počet, jako první byly popsány komplexy s cyklopentadienylovými a CO ligandy. Oxidační čísla tantalu se v nich mohou pohybovat od V do -I.

## Rozdělení

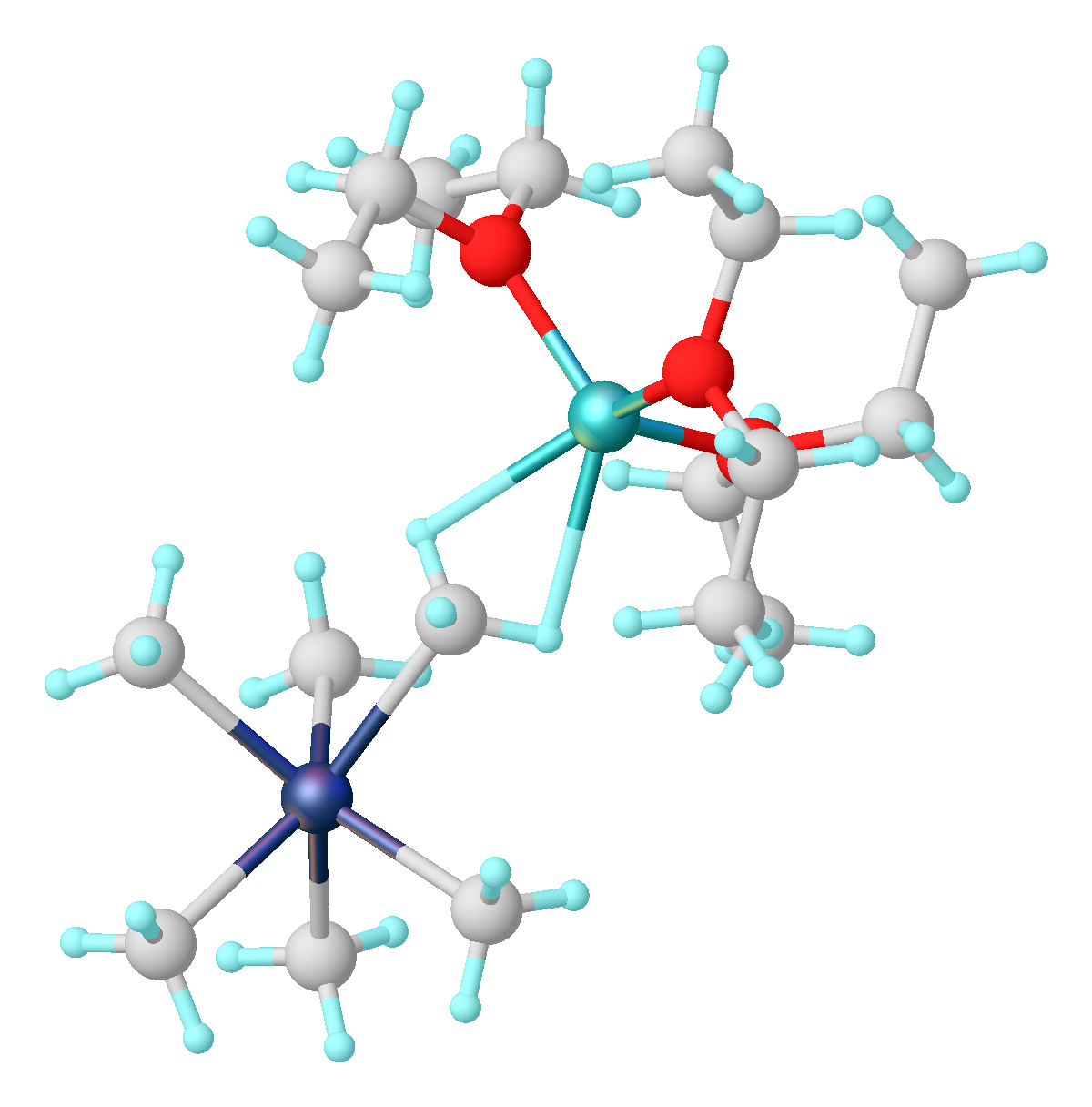
Struktura [Li(OEt_{2})_{3}]^{+}[TaMe_{6}]^{−}

### Alkylové a arylové komplexy
V roce 1974 objevil Richard Schrock pentamethyltantal.
Soli [Ta(CH3)6]− se připravují alkylacemi TaF5 organolithnými činidly:
TaF5 + 6 LiCH3 → Li[Ta(CH3)6] + 5 LiF

### Alkylidenové komplexy
Alkylidenové komplkexy vznikají reakcemi dichloridů trialkyltantalových sloučenin s alkyllithnými. Prvními produkty těchto reakcí bývají tetraalkylmonochlorkomplexy, jež se následně přeměňují α-hydridovými eliminacemi a poté alkylacemi na zbývajících chloridových substituentech.

Příprava monoalkylidenových komplexů tantalu

Tyto sloučeniny jsou nukleofilní. Mohou se účastnit řady reakcí, jako jsou alkenace, metateze alkenů, hydroaminoalkylací alkenů a konjugovaných allylací enonů.

Alkenace řízená alkylideny tantalu

Ethen, propen a styren reagují s alkylideny tantalu za metateze alkenů.

### Cycklopentadienylové komplexy

Některé z prvních popsaných orgamnotantalových sloučenin obsahovaly cyklopentadienylové anionty. Tyto sloučeniny se připravují podvojnou záměnou z cyklopentadienidu sodného a chloridu tantaličného. Více prozkoumané a také lépe rozpustné jsou deriváty pentamethylcyklopentadienu (Cp*), jako Cp*TaCl4, Cp*2TaCl2 a Cp*2TaH3.

### Karbonyly a izokyanidy
Redukcí chloridu tantaličného (TaCl5) oxidem uhelnatým vznikají soli [Ta(CO)6]−.
Stejné anionty lze vytvoří karbonylacemi komplexů tantalu s areny.
Byla také popsána řada izokyanidových komplexů tantalu.

### Arenové a alkynové komplexy
Reakcí chloridu tantaličného s hexamethylbenzenem (C6Me6), hliníkem a chloridem hlinitým se tvoří [M(η6-C6Me6)AlCl4]2.
Komplexy tantalu s alkyny mohou katalyzovat trimerizace alkynů.
Z některých alkynových komplexů tantalu se dají připravit allylalkoholy; meziprodukty příslušných reakcí jsou tantalacyklopropeny.

Utimotova syntéza (E)-allylalkholů

### Amidokomplexy
Organotantalové komplexy se účastní C-alkylací sekundárních aminů 1-alkeny za katalýzy Ta(NMe2)5.
Podobně byly použity hydroaminoalkylace alkenů na přípravu alkylaminů:

Schéma Hartwigovy hydroaminoalkylace

Katalytický cyklus probíhá přes beta-hydridovou eliminaci bisamidu za vzniku metalaaziridin. Následuje navázání alkenu, protonolýza vazby tantal-uhlík a β-hydridová eliminace, jíž se vytváří alkylamin.

Navržený mechanismus hydroaminoalkylace

### Transmetalace
Organické sloučeniny tantalu se připravují transmetalačními reakcemi organocínových sloučenin s chloridem tantaličným.
Tyto sloučeniny spouštějí konjugované allylace enonů. V literatuře jsou nejvíce popsány přímé allylace karbonylových skupin a konjugované allylace enonů nejsou tolik prozkoumány.

## Použití
Organotantalové sloučeniny jsou hlavně předmětem akademického zájmu, ovšem bylo i popsáno několik jejich možných využití v průmyslu.